# 行政安全部
行政安全部（韩语：／ Haengjeonganjeonbu */?）是大韩民国的中央行政機關之一，相当于各国的內政部。部门首長称行政安全部長，同时兼任国务委员。

## 沿革
- 1948年11月 - 政府成立總務處以及内務部。
- 1955年2月 - 總務處更名為國務院事務局。
- 1961年7月 - 國務院事務局更名為内閣事務處。
- 1963年12月 - 内閣事務處再度更名為總務處。
- 1991年11月 - 廢止内務部治安本部、新成立内務部外局警察廳。
- 1998年2月28日 - 總務處與内務部合併成為行政自治部（朝鲜语：대한민국 행정자치부）。
- 1999年5月 - 行政自治部的人事企劃業務移撥給新設立的中央人事委員會。
- 2004年6月1日 - 新設立本部外局行政自治部消防廳。
- 2008年2月29日 - 行政自治部、中央人事委員会、国家非常企画委員会整併成為行政安全部。
- 2013年3月23日 - 更名為安全行政部。
- 2014年11月20日 - 將部份業務轉交給國民安全處（朝鲜语：대한민국 국민안전처）及人事革新處（朝鲜语：대한민국 인사혁신처）後，恢復行政自治部之名稱。
- 2017年7月26日 - 行政自治部和國民安全處再次合併為行政安全部。

## 职责
- 国務会議之庶務、法令及条約的公布
- 政府組職及定員、賞勋、政府革新
- 行政效率的提升、電子政府、個人情報保護、政府廳舍管理
- 地方自治制度、地方自治体之事務支援・財政・税制
- 偏鄉或落後地區的支援、地方自治体間的紛爭調停
- 選舉・国民投票等相關事務的支援及掌控。

## 组织

### 官员
| - 部長 - 发言人 - 部長政策顾问 (3人) | - 次長 - 企画協調室長 - 政策企画官 - 国際行政協力官 - 非常安全企画官 - 議定官 - 監査官 - 人事企画官 |

### 下属机构
| - 營運支援課 - 創造政府組職室 - 創造政府企画官 - 組織政策官 - 制度政策官 - 電子政府局 - 情報共有政策官 | - 地方行政室 - 地方行政政策官 - 自治制度政策官 - 地域發展政策官 - 地方財政税制室 - 地方財政政策官 - 地方税制政策官 |

### 附属机构
| - 地方行政研修院 - 國家紀錄院 - 總統記錄館 - 國家記錄館 - 歷史記錄館 - 首爾記錄情報中心 | - 政府廳舍管理所 - 果川廳舍管理所 - 大田廳舍管理所 - 世宗廳舍管理所 - 光州廳舍管理所 - 濟州廳舍管理所 - 大邱廳舍管理所 - 慶南廳舍管理所 - 春川支所 - 高陽支所 | - 政府統合電算中心 - 光州政府統合電算中心 - 以北五道 - 國立科學搜查研究院 |

### 外厅
- 警察厅